# Pas de Piles
El Pas de Piles era un barri del municipi de Subirats (Alt Penedès) situat a la riba dreta del riu Anoia, a la raconada que forma aquest riu amb el seu afluent, la riera de Lavernó. Era un conjunt de masies que es van enderrocar a principis del segle XXI a causa de la construcció d'un llarg viaducte ferroviari de l'AVE.

## Toponímia
El nom està documentat ja el 1163 com a 'ipsas Pilas' (Coromines, a Onomasticon Cataloniae). Era un punt del camí des de Martorell al Penedès, on es podia creuar fàcilment el riu Anoia. Potser aquestes 'piles' eren el que restaven d'un antic pont romà.